# Lithophyllon spinifer
Espèce
Lithophyllon spinifer est une espèce de coraux appartenant à la famille des Fungiidae.